# サンマリノの国章
サンマリノの国章（サンマリノのこくしょう）では、サンマリノ共和国が定める国章について解説する。
この国章は、おそらく14世紀には成立していたと考えられる。1862年4月6日に規定、この時に王冠が加えられた現在の意匠となった。紋章全体が世界最古の共和国としての自由と独立を象徴している。サンマリノの国旗やサッカーのナショナルチームのロゴにも使われている。2011年に紋章のデザインが変更された。

## 構成
- 青地の盾[1]の中に、鴕鳥の羽の風向計を取り付けた、これは狼煙にかけた一種の地口と思われる。3つの銀の望楼を戴く、3つの緑の丘がある。望楼はサン・マリノの3つの砦（グアイダ、チェスタ、モンターレ）、丘はティターノ山の3つの頂上を表す。世界遺産である。
- モットーには"LIBERTAS"（ラテン語で「自由」の意）と書かれている。これは、サン・マリノの初期の歴史において自由を奪われた政争の犠牲者と、大国に囲まれながら独立を維持した歴史にちなむものであると考えられる。あるいは建国の英雄である聖マリノの最期の言葉 "Relinquo vos liberos ab utroque homine" （「私は貴方たちを2人の者から解き放った」）から連想された可能性もある。この2人の者とは、教皇と皇帝で、宗教権力と世俗権力それぞれからの解放を意味すると解釈されている。
- 紋章を囲むオークの枝は「安定」、月桂樹の枝は「自由」、王冠は「主権」をそれぞれ象徴する。

1862年から2011年まで使われた国章
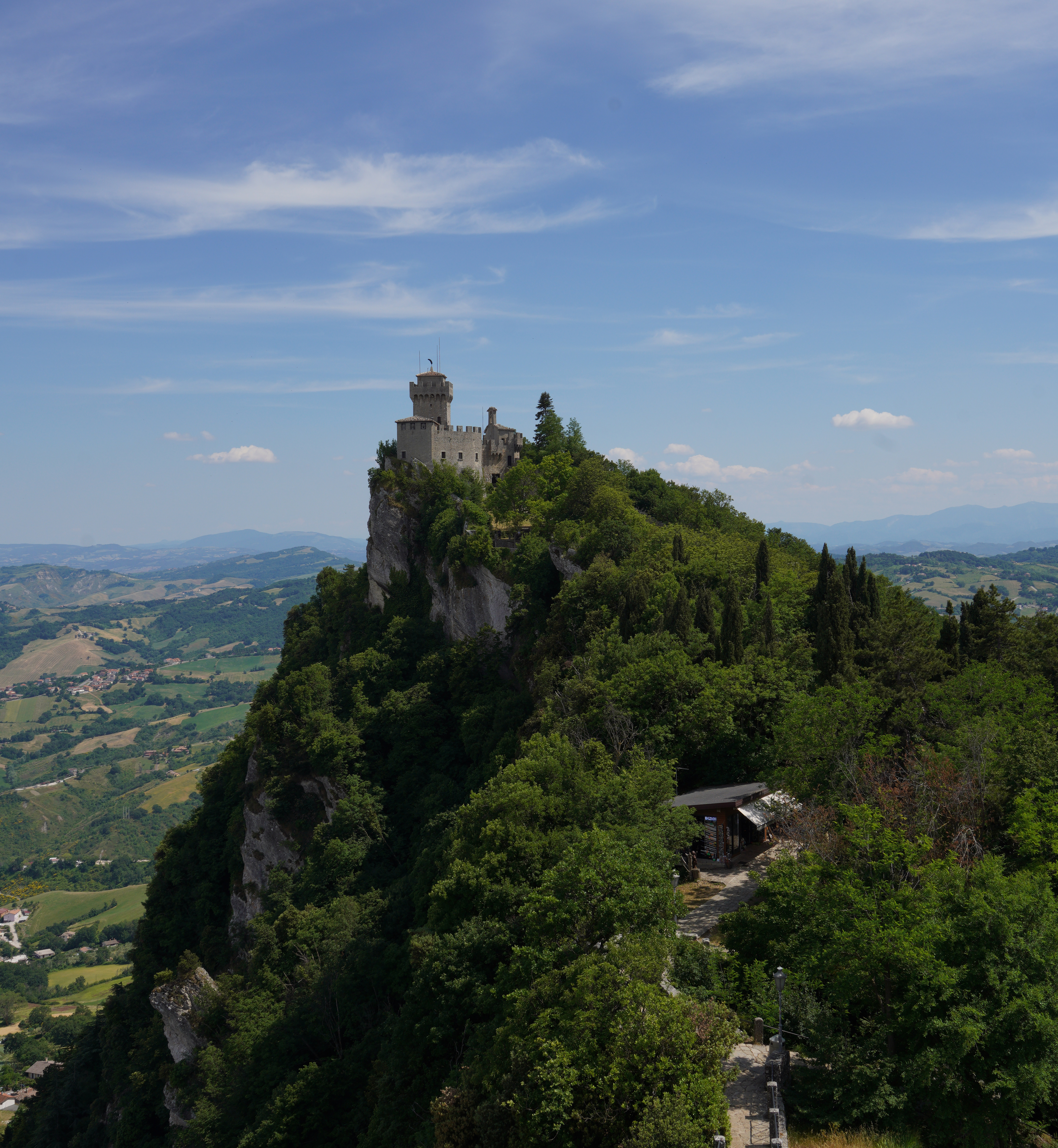
ティタノ山の城砦